# MIKE 21
 (novembre 2024).
La mise en forme du texte ne suit pas les recommandations de Wikipédia : il faut le « wikifier ».
Les points d'amélioration suivants sont les cas les plus fréquents. Le détail des points à revoir est peut-être précisé sur la page de discussion.
- Les titres sont pré-formatés par le logiciel. Ils ne sont ni en capitales, ni en gras.
- Le texte ne doit pas être écrit en capitales (les noms de famille non plus), ni en gras, ni en italique, ni en « petit »…
- Le gras n'est utilisé que pour surligner le titre de l'article dans l'introduction, une seule fois.
- L'italique est rarement utilisé : mots en langue étrangère, titres d'œuvres, noms de bateaux, etc.
- Les citations ne sont pas en italique mais en corps de texte normal. Elles sont entourées par des guillemets français : « et ».
- Les listes à puces sont à éviter, des paragraphes rédigés étant largement préférés. Les tableaux sont à réserver à la présentation de données structurées (résultats, etc.).
- Les appels de note de bas de page (petits chiffres en exposant, introduits par l'outil «  Source ») sont à placer entre la fin de phrase et le point final[comme ça].
- Les liens internes (vers d'autres articles de Wikipédia) sont à choisir avec parcimonie. Créez des liens vers des articles approfondissant le sujet. Les termes génériques sans rapport avec le sujet sont à éviter, ainsi que les répétitions de liens vers un même terme.
- Les liens externes sont à placer uniquement dans une section « Liens externes », à la fin de l'article. Ces liens sont à choisir avec parcimonie suivant les règles définies. Si un lien sert de source à l'article, son insertion dans le texte est à faire par les notes de bas de page.
- La présentation des références doit suivre les conventions bibliographiques. Il est recommandé d'utiliser les modèles {{Ouvrage}}, {{Chapitre}}, {{Article}}, {{Lien web}} et/ou {{Bibliographie}}. Le mode d'édition visuel peut mettre en forme automatiquement les références.
- Insérer une infobox (cadre d'informations à droite) n'est pas obligatoire pour parachever la mise en page.

Pour une aide détaillée, merci de consulter Aide:Wikification.
Si vous pensez que ces points ont été résolus, vous pouvez retirer ce bandeau et améliorer la mise en forme d'un autre article.
MIKE 21 est un logiciel de modélisation hydraulique destiné à simuler les écoulements dans les rivières et les canaux. Il résout les équations de Barré de Saint-Venant à deux dimensions.
Comme l'ensemble de la gamme de logiciels MIKE, il a été développé par le Danish Hydraulics Institute (DHI). Il est le seul logiciel à utiliser un maillage non structuré et peut également être couplé à MIKE 11 via le logiciel Mike Flood. Il permet de modéliser les écoulements en milieu marin, côtier, estuarien ou lors d'inondation.

## Moteurs de simulation
MIKE 21 comprend trois moteurs de simulation :
Grille unique : les équations non linéaires de continuité et de conservation de la quantité de mouvement dépendantes du temps sont résolues par des techniques implicites de différences finies avec les variables définies sur une grille rectangulaire décalée dans l'espace.
Grilles multiples : la version multi-grilles utilise le même moteur de simulation et la même approche numérique que la version à grille unique. Toutefois, elle offre la possibilité d'affiner les zones d'intérêt particulier dans la zone du modèle (imbrication). Tous les domaines à l'intérieur de la zone du modèle sont reliés dynamiquement.
Maillage flexible : il s'agit d'un maillage non structuré qui utilise une technique de résolution des volumes finis centrée sur les cellules. Le maillage est basé sur des éléments triangulaires linéaires.

## Applications
MIKE 21 peut être utilisé pour l'évaluation des données de conception des structures côtières et offshore, l'optimisation de l'aménagement des ports et des mesures de protection côtière, l'analyse de l'eau de refroidissement, du dessalement et de la recirculation, l'évaluation de l'impact environnemental des infrastructures marines, la prévision de l'eau pour la sécurité des opérations maritimes et de la navigation, les inondations côtières et les alertes de tempête, les inondations intérieures et la modélisation de l'écoulement terrestre.

## Alternatives
- MASCARET (logiciel)
- BASEMENT
- HEC-RAS